# Путепровод Марк
Путепрово́д Марк — автомобильно-пешеходный путепровод в Москве на Дмитровском шоссе. Проходит над железнодорожными путями Савёловского направления Московской железной дороги. Пролётные строения выполнены из сталежелезобетонных конструкций.
Название получил по находящейся поблизости железнодорожной станции Марк.

## История
Путепровод был сооружён в 1974 году (инженер В. Н. Константинов и архитектор К. Н. Яковлев). До этого пересечение проходило в одном уровне — в виде обычного переезда.